# Kinder- und Jugendhilfe im Iran

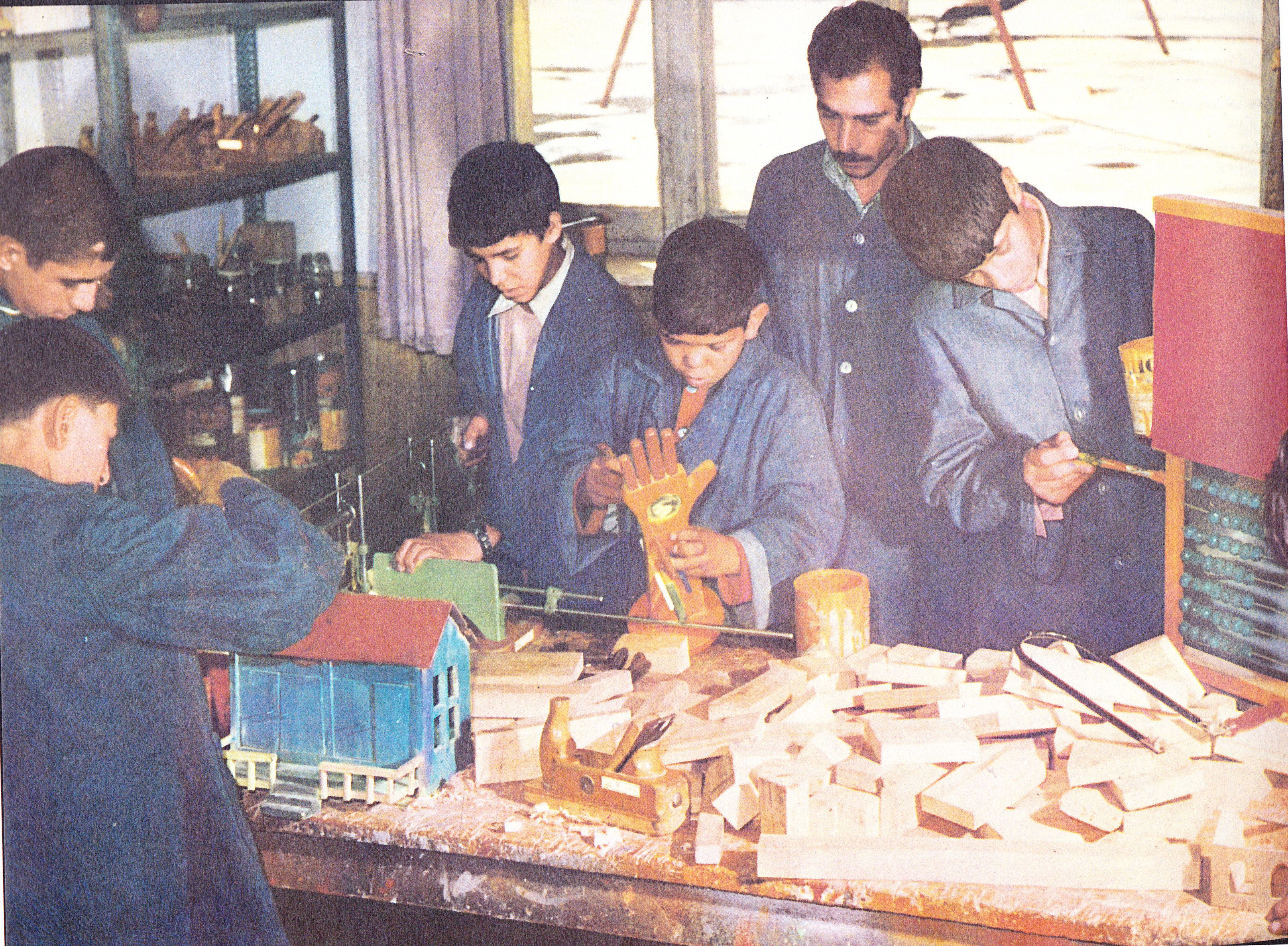
Lehrlingswerkstatt der Nationalen Gesellschaft zur Unterstützung von Kindern (anjoman-e melli-e hemayat-e kudakan)

Die Kinder- und Jugendhilfe im Iran wurde zunächst als rein karitative Tätigkeit verstanden. Erst mit Beginn der 1960er Jahre wurde auf Betreiben von Schahbanu Farah Pahlavi die Kinder- und Jugendhilfe als Teil der Freien Wohlfahrtspflege wie als staatliche Aufgabe systematisch ausgebaut. Besonders zu nennen sind hier die Farah-Pahlavi-Stiftung (persisch جمعیت خیریه فرح پهلوی, DMG ǧamʿiyat-i ḫayriye Faraḥ Pahlavī), die Roter-Löwe-mit-Roter-Sonne-Gesellschaft Irans (جمعیت شیر و خورشید سرخ ایران / ǧamʿiyat-i šīr o ḫoršīd-i sorḫ-i Īrān), die Gesellschaft zur Unterstützung von Müttern und Säuglingen (بنگاه حمایت مادران و نوزادان / bongāh ḥemāyat mādarān va nozādān), die Gesellschaft zur Unterstützung von Waisenkindern (جمعیت حمایت کودکان بی سرپرست / ǧamʿiyat-i ḥemāyat-i kudakān-i bī sarparast) und die Nationale Gesellschaft zur Unterstützung von Kindern (persisch انجمن ملی حمایت کودکان, DMG anǧoman-i mellī-yi ḥemāyat-i kudakān). Die Nationale Gesellschaft zur Unterstützung von Kindern wurde 1952 mit Hilfe von UNICEF gegründet und später als eigenständige nationale Gesellschaft fortgeführt.

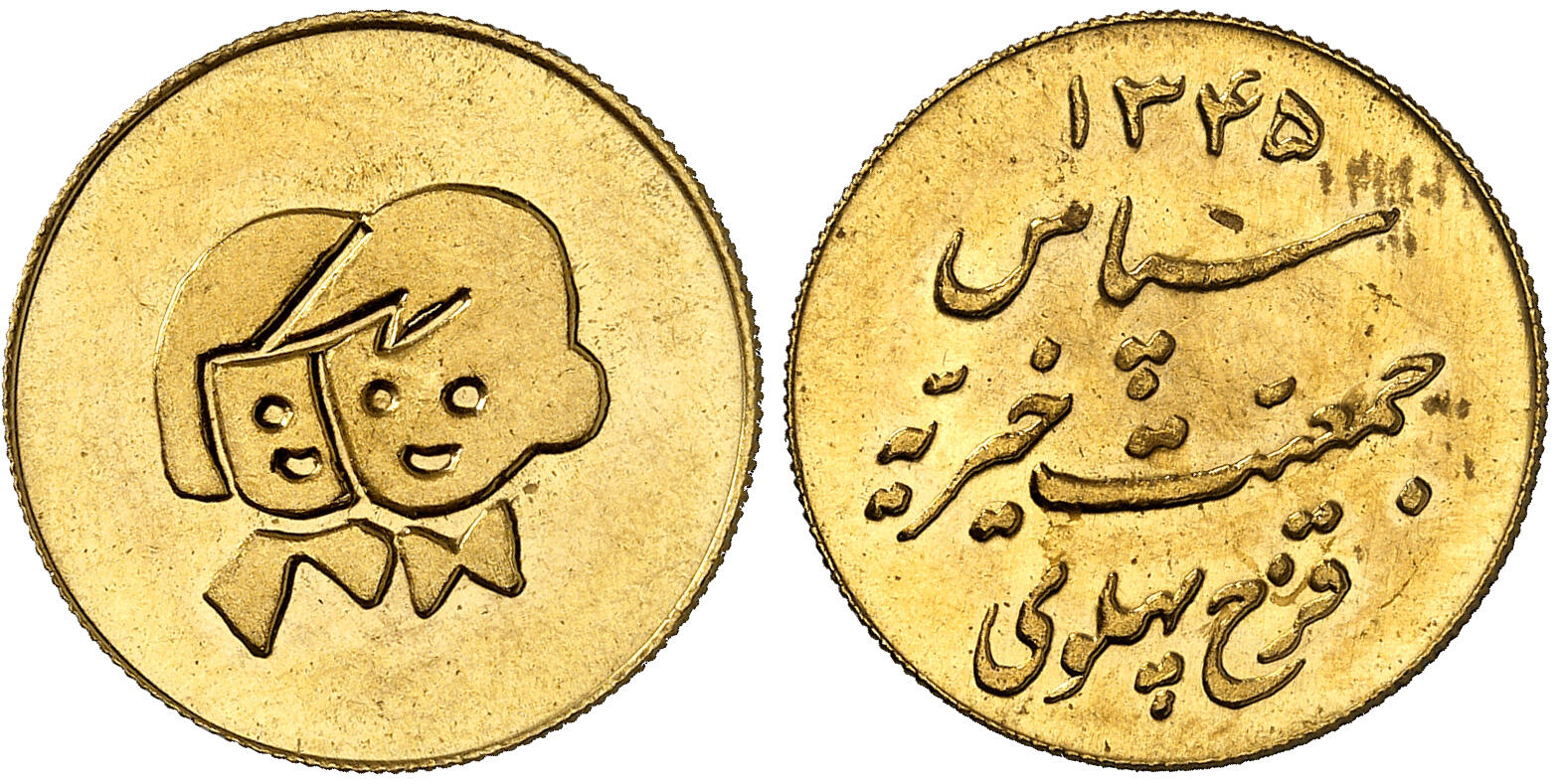
Gedenkabzeichen der Wohltätigkeitsgemeinschaft von Farah Pahlavi, 1966.

## Karitativer Beginn
Die Kinder- und Jugendhilfe im Iran der frühen Jahre wurde zunächst als rein karitative Tätigkeit verstanden. So wurde zum Beispiel durch die 1951 gegründete Farah-Pahlavi-Stiftung (ǧamʿiyat-i ḫayriye Faraḥ Pahlavī) armen Familien durch die Finanzierung von Heizöl für den Winter, Kleiderspenden zum neuen Jahr oder die Übernahme von Schulgeld Hilfen und Unterstützung zuteil.

## Schwangerschaftsvorsorge und Geburtshilfe

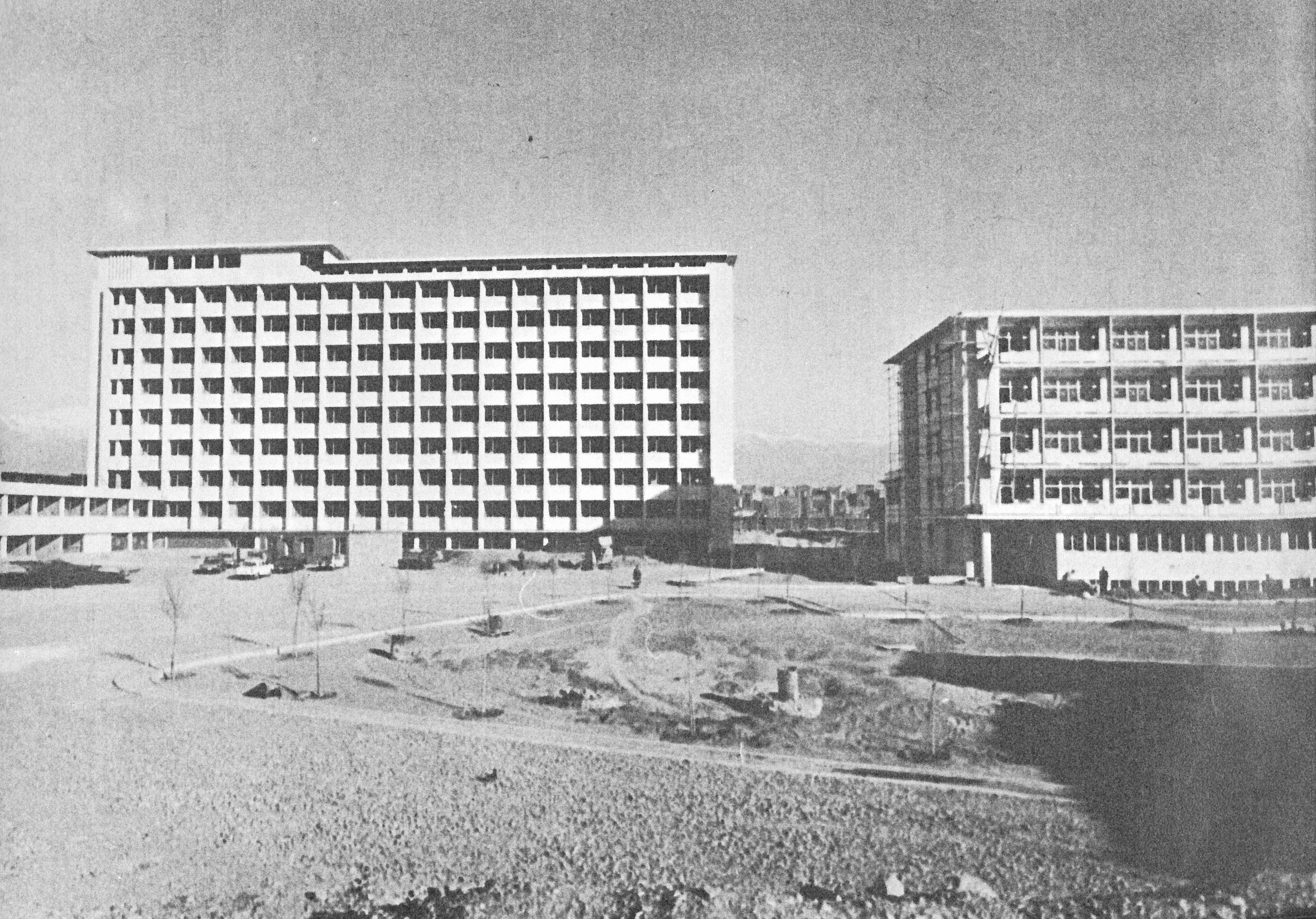
Geburtsklinik der Gesellschaft zur Unterstützung von Müttern und Säuglingen, heute Bimārestān Imam Hossein (Teheran)

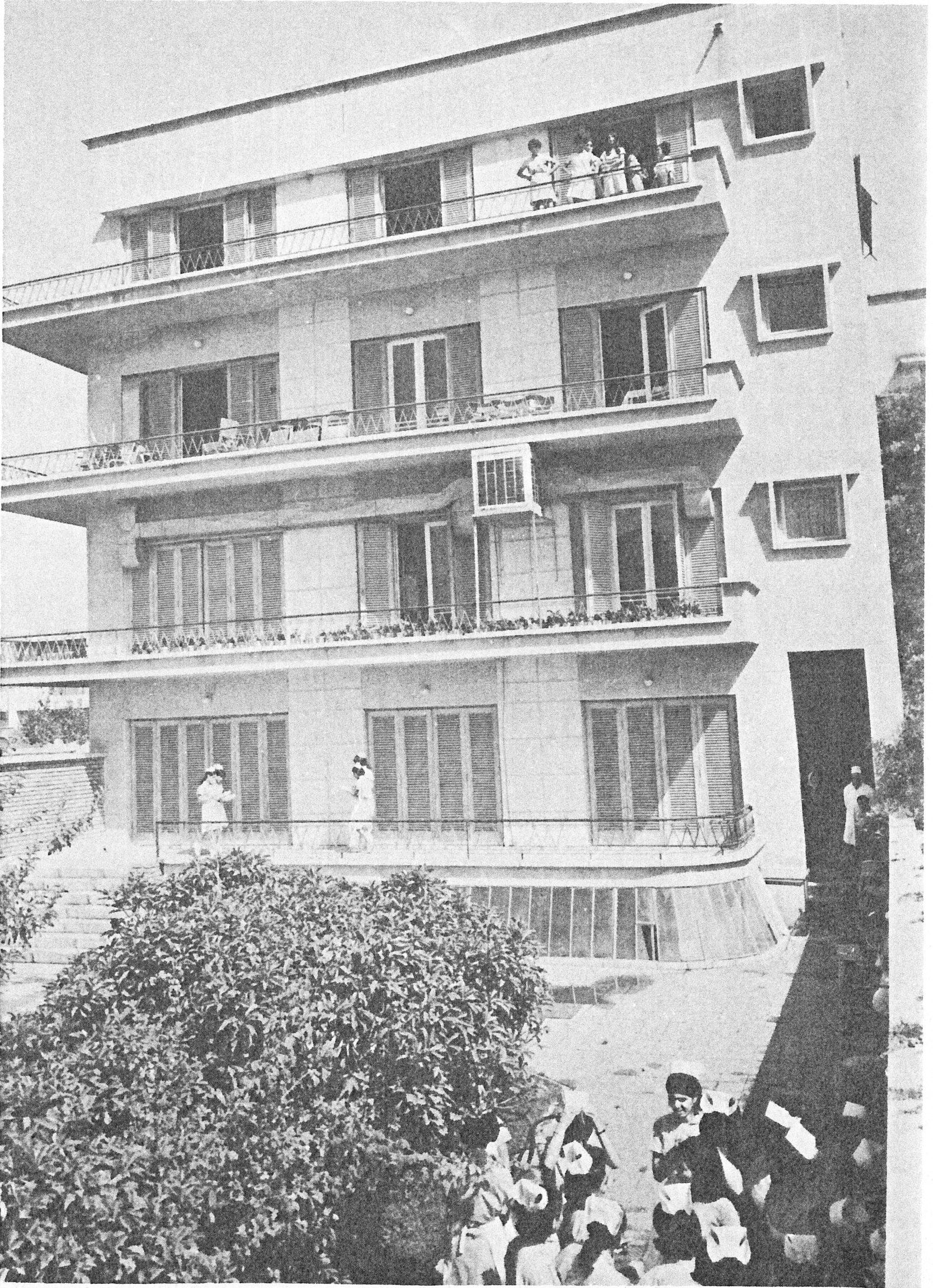
Farah-Schwesterschule, Teheran

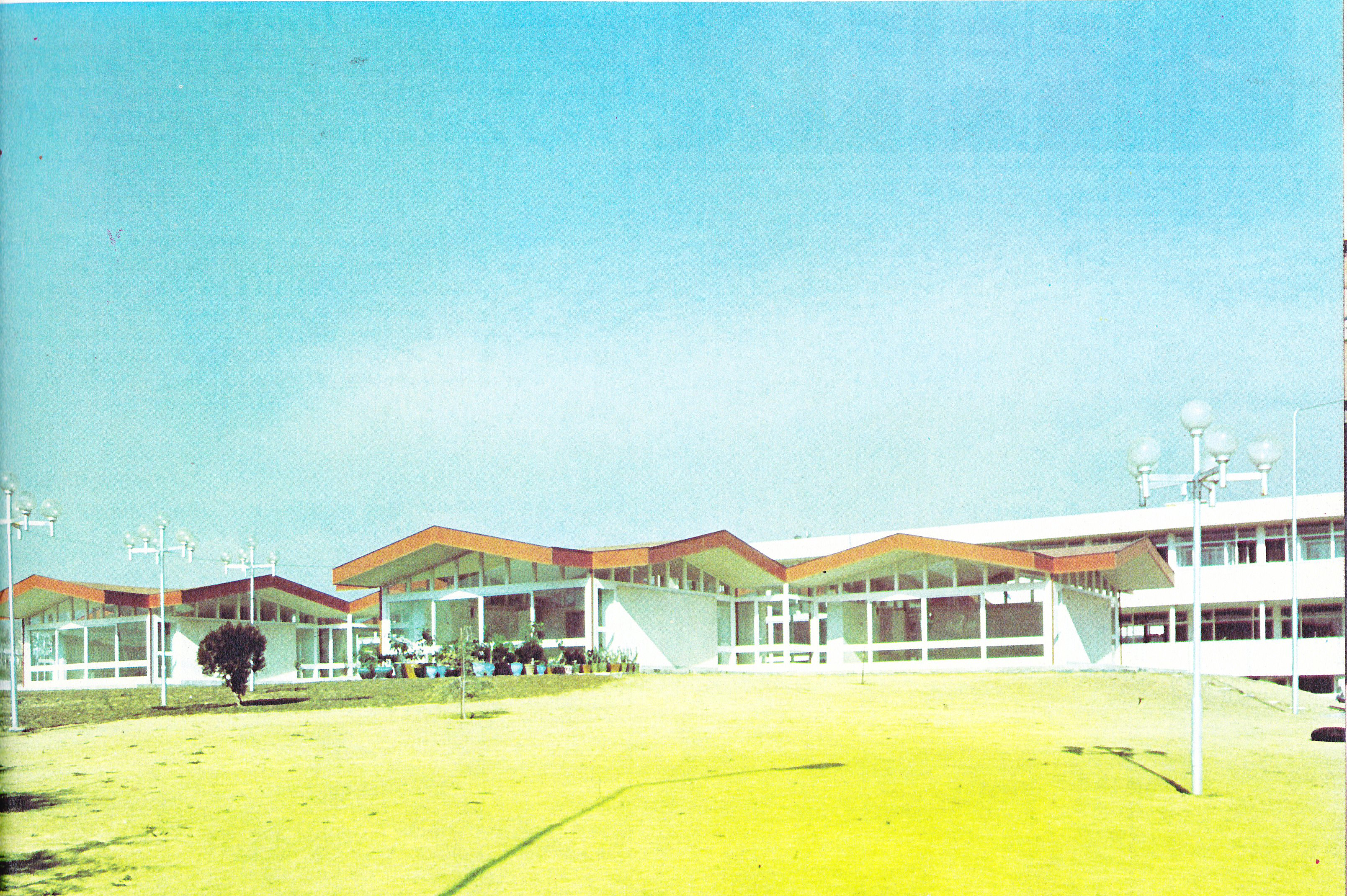
Säuglingshaus Nr. 1

Eine systematische Kinder- und Jugendhilfe durch die Farah-Pahlavi-Stiftung begann erst 1960 mit der Verabschiedung einer neuen Charta, der Berufung eines Beirats und der Beschäftigung eines geschäftsführenden Direktors. Die Stiftung hatte vergleichbar einem Verband der freien Wohlfahrtspflege in Deutschland die Aufgabe übernommen, notleidende Kinder und Jugendliche zu unterstützen und auf das spätere Berufsleben vorzubereiten. Die Unterstützung begann bereits im Säuglingsalter und dauerte bis zur Volljährigkeit.
Zur Versorgung von Neugeborenen und Säuglingen wurden sogenannte Säuglingshäuser (schir chaargaah) eingerichtet, die die kostenfreie  Versorgung von Säuglingen übernahmen. Das Angebot der Säuglingshäuser richtete sich vor allem an Mütter, die ihre neugeborenen Kinder entweder aus finanziellen Gründen oder wegen einer Erkrankung nicht stillen oder aus sonstigen Gründen nicht versorgen konnten. Um die Betreuung von berufstätigen Müttern von Kleinkindern zu gewährleisten, wurden Kinderkrippen gebaut, in denen die Kleinkinder vom frühen Morgen bis in den späten Nachmittag hinein betreut wurden. 1970 standen 4.000 Krippenplätze zur Verfügung.
Ab 1959 begann die Roter-Löwe-mit-Roter-Sonne-Gesellschaft Irans sich verstärkt in der Schwangerschaftsvorsorge und der Geburtshilfe zu engagieren. In Kliniken der Roter-Löwe-mit-Roter-Sonne-Gesellschaft Irans in Belutschistan, Irānschahr, Chorasan, Aserbaidschan und Chuzestan wurde Schwangeren eine kostenlose Schwangerschaftsvorsorge sowie eine medizinische und pflegerische Betreuung und Geburtshilfe angeboten. Im Nordosten Teherans wurde eine 1.000-Betten-Klinik (Farah-Klinik) mit einer 250-Bettenabteilung zur Schwangerschaftsvorsorge und Geburtshilfe und einer 250-Betten-Station für Neugeborene errichtet, an die eine Ausbildungseinrichtung für Hebammen und Pflegekräfte angeschlossen war.
Neben der Farah-Pahlavi-Stiftung und der Roter-Löwe-mit-Roter-Sonne-Gesellschaft Irans widmete sich die 1960 gegründete Gesellschaft zur Unterstützung von Müttern und Säuglingen (bongāh ḥemāyat mādarān va nozādān) der Geburtenhilfe sowie der Versorgung von bedürftigen Neugeborenen und Kleinkindern. Eine Schule zur Ausbildung von Hebammen wurde 1963 in Zusammenarbeit mit der Farah-Schwesternschule von der Gesellschaft errichtet. Die Hebammen arbeiteten nach ihrer Ausbildung in staatlichen oder privaten Krankenhäusern oder in karitativen Einrichtungen. Eine wichtige Aktivität der Gesellschaft, die 1966 begonnen wurde, betraf die Familienplanung. Es wurden Vorträge organisiert und Lehrfilme für Mütter zum Thema „Schwangerschaft und Familienplanung“ gezeigt. Sozialarbeiter der Gesellschaft gingen von Tür zur Tür, um Frauen über Verhütungsmaßnahmen zu informieren. Nach der Geburt wurden die Mütter noch in der Frauenklinik aufgesucht, und über Hygienemaßnahmen, Familienplanung und die Ernährung von Neugeborenen unterrichtet. Die Gesellschaft unterhielt in Teheran zwei Frauenkliniken, davon in Molavi-Avenue in Südteheran. Die Kliniken boten eine kostenfreie medizinische Versorgung an. Weitere Kliniken der Gesellschaft in allen größeren Städten Irans boten eine vergleichbare medizinische Versorgung wie in Teheran.

## Kindergärten, Internate und Jugendcamps

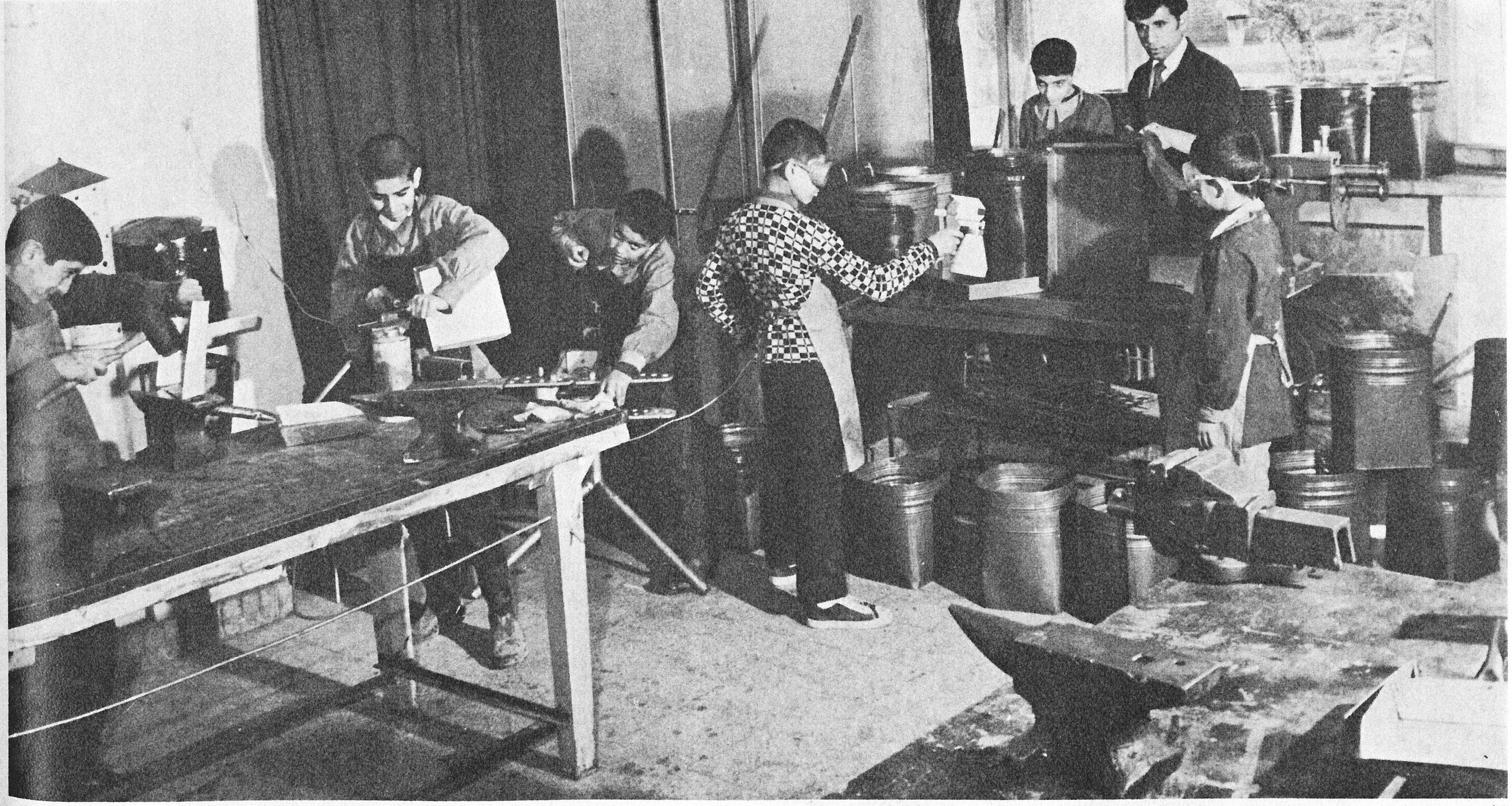
Metallwerkstatt für geistig behinderte Kinder der Organisation Omid-e Kudak

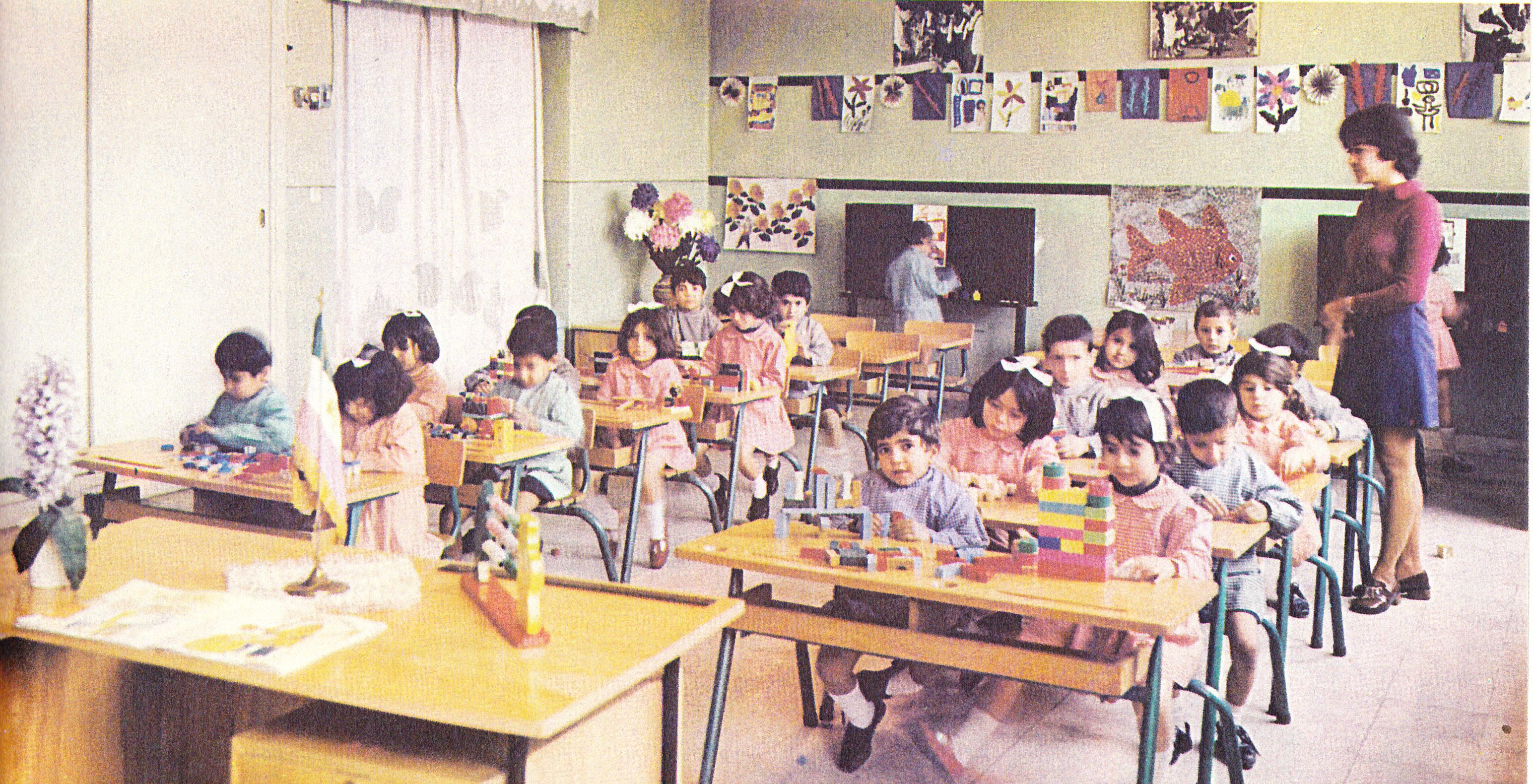
Vorschulerziehung im Iran, 1972

Der Anstoß zum Bau von Kindergärten (Kudakestan) zur professionellen Kindertagesbetreuung ging im Iran ebenfalls von der Farah-Pahlavi-Stiftung aus. Staatliche, private oder Kindergärten und Vorschulen in freier Trägerschaft waren im Iran nicht bekannt. Mit der zunehmenden Industrialisierung des Landes musste vor allem für berufstätige Mütter eine Einrichtung geschaffen werden, die es den Müttern ermöglichte, ihrer Berufstätigkeit nachzugehen, ohne dass die Versorgung der Kinder darunter litt. In der Regel wurden Kinder berufstätiger Mütter von Familienangehörigen betreut. Die von der Farah-Pahlavi-Stiftung gebauten Kindergärten boten mit insgesamt 4.000 Plätzen eine Ganztagsbetreuung von morgens bis in den späten Nachmittag, wenn eine Betreuung durch Familienangehörige nicht möglich war.

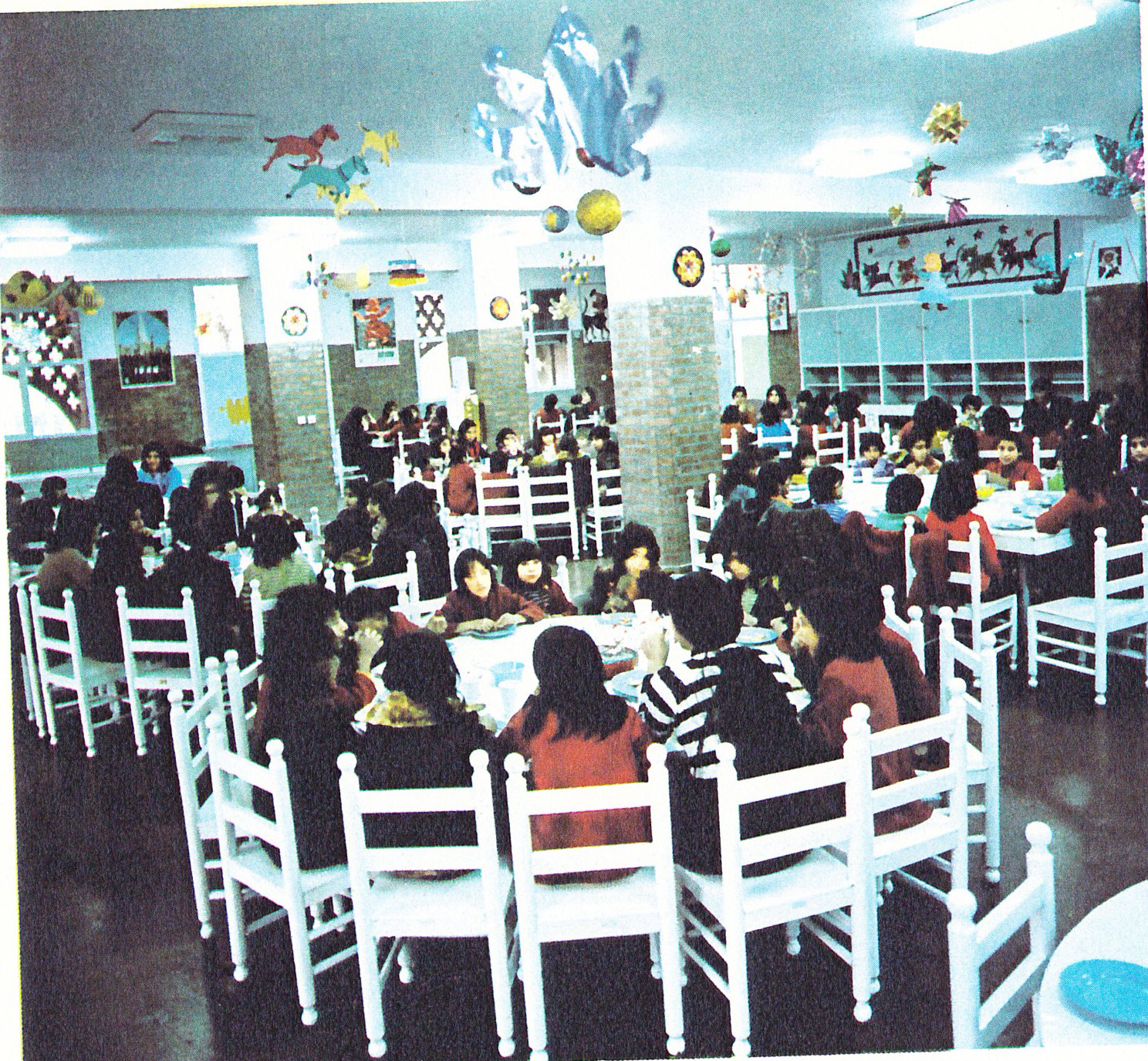
Sommerfreizeit im Camp Niavaran, Teheran

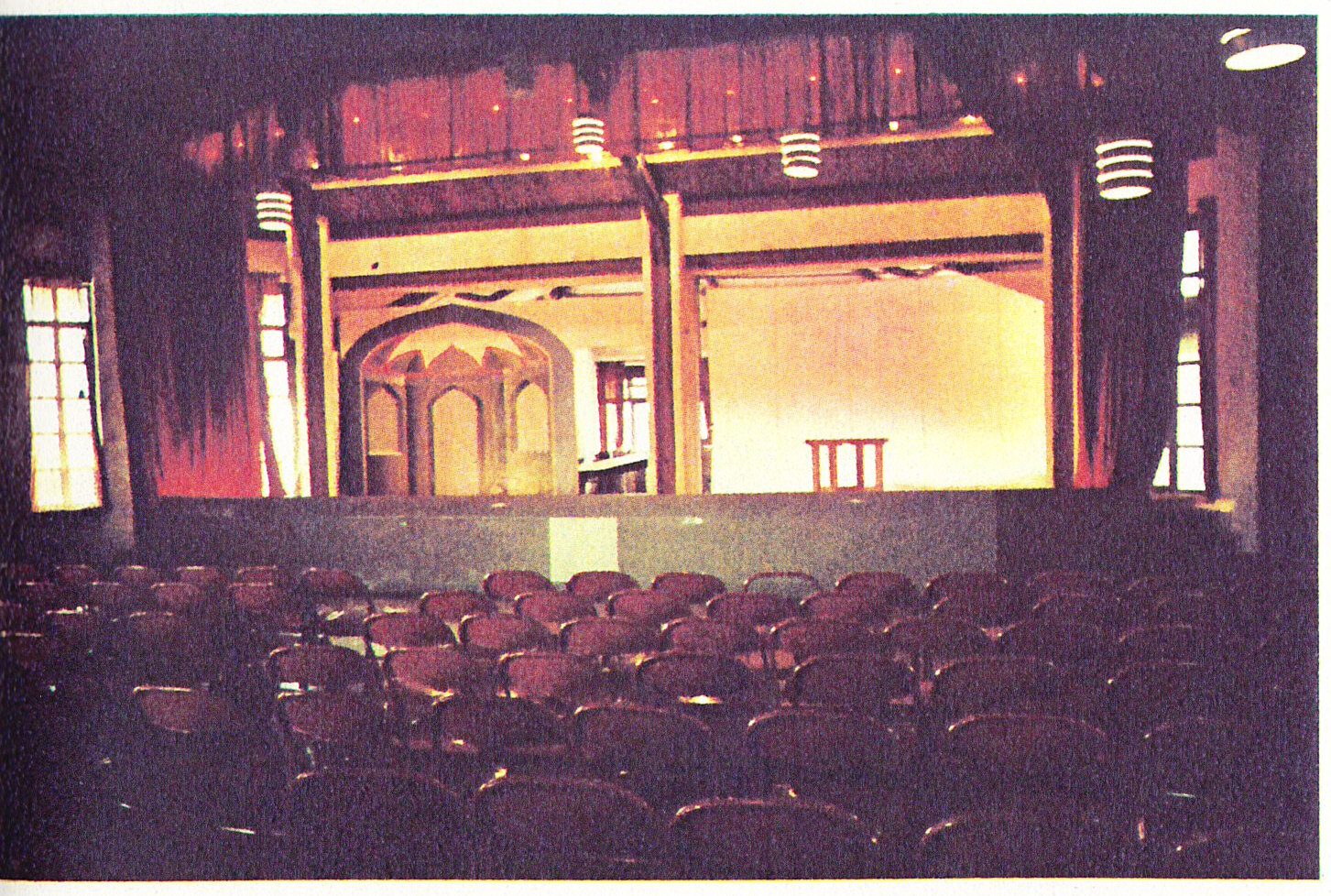
Theatersaal der Jugend-freizeiteinrichtung Schahsavaar, Nordiran

Ergänzend zu Regelkindergärten wurden sonderpädagogische und heilpädagogische Kindergärten für Kinder im Alter von 4 bis 13 Jahren und Internate für Kinder zwischen 12 und 21 Jahren mit ca. 2.500 Plätzen errichtet. In den Internaten wurde den Kindern kunsthandwerkliche oder hauswirtschaftliche Kurse, Kurse in einfacher Bürotätigkeit oder handwerklicher Tätigkeit angeboten. Spätestens mit dem Erreichen der Volljährigkeit (21 Jahre) wurden die Kinder aus den Internaten entlassen. Da es im Iran zunächst keine Sonderpädagogen, Heilpädagogen oder entsprechend ausgebildete Erzieher gab, wurde von der Farah-Pahlavi-Stiftung eine Ausbildungseinrichtung für Erzieher und Kindergärtner geschaffen.
Für Kinderfreizeit-Aktivitäten gab es zwei von der Farah-Pahlavi-Stiftung unterhaltene Jugendcamps in Naivaran und Schahsabar, in denen im Sommer wie im Winter Kinder- und Jugendfreizeitlager stattfanden. In den Jugendcamps wurden für Kinder und Jugendliche Freizeitaktivitäten mit entsprechenden Kursen jeweils für die Dauer von drei Wochen angeboten.

## Zentrum für berufliche Bildung

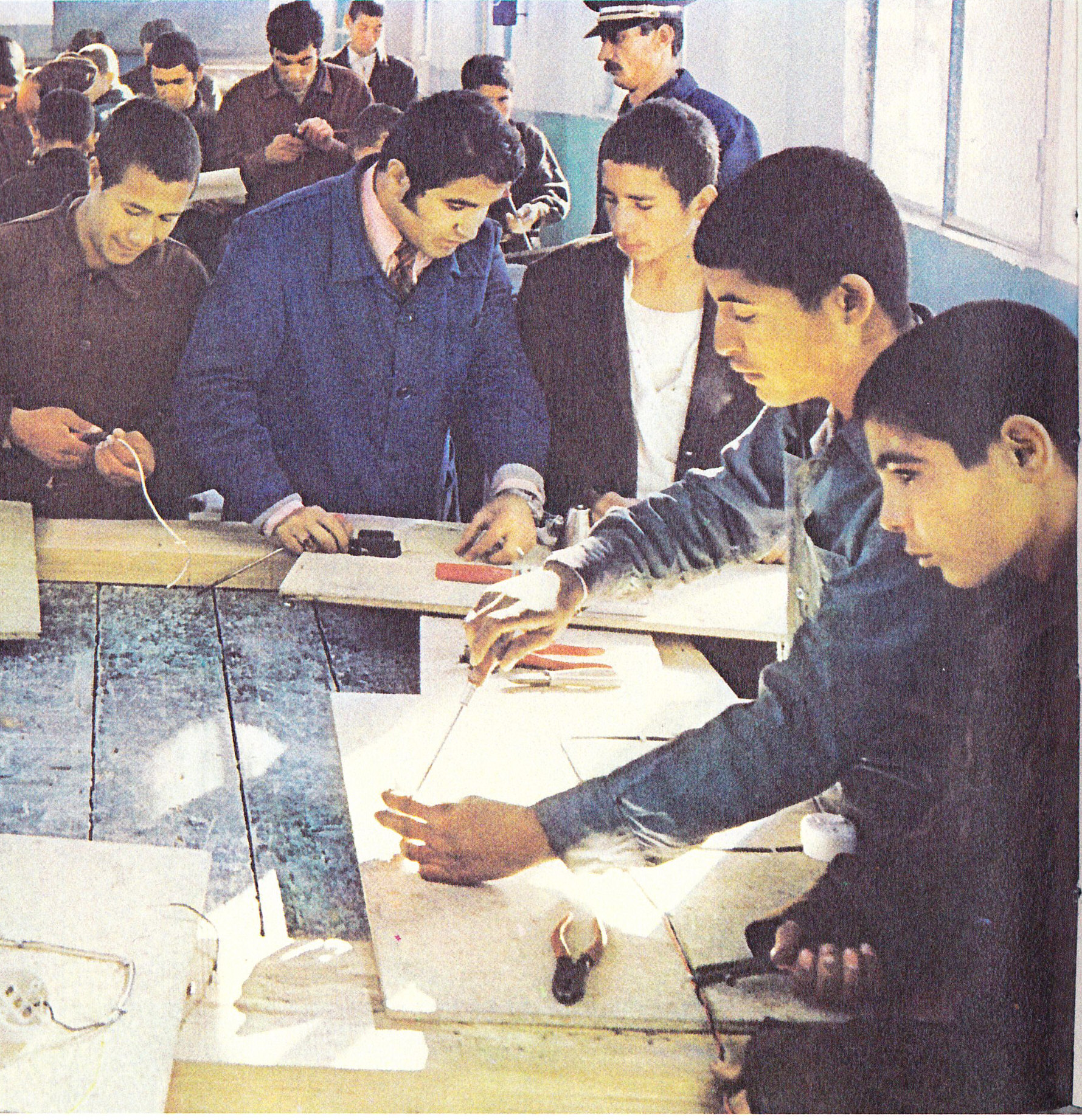
Handwerkliche Ausbildung im Zentrum für berufliche Bildung

Um Jugendlichen und Erwachsenen ohne Schulausbildung eine berufliche Perspektive zu verschaffen, wurde 1959 das Zentrum für berufliche Bildung (Kanun-e Kaaramuzi-e Keschvar) unter der Schirmherrschaft von Farah Pahlavi gegründet. Der Vorsitzende des Leitungsgremiums war der Hofminister. Die einzelnen im Land errichteten Zentren wurden jeweils von lokalen Direktoren geleitet. Jede Provinz erhielt ein Zentrum, das aus einer Ausbildungseinrichtung für verschiedene handwerkliche Berufe bestand. Die Zentren waren auch in das Programm gegen das Analphabetentum eingebunden. Neben der handwerklichen Ausbildung besuchten die Schüler des Zentrums Kompaktkurse, die zu einem Grundschulabschluss führten. Besonders begabte Kinder konnten auf weiterführende Schulen besuchen. Die Kosten für die weitere Schulausbildung und den Lebensunterhalt der Schüler übernahm das „Zentrum für berufliche Bildung“.

## Handwerkliche Begabtenförderung
Neben der Förderung benachteiligter Kinder und Jugendlicher engagierte sich die Farah-Pahlavi-Stiftung auch im Bereich der Begabtenförderung, soweit sie nicht durch die stark ausgebaute staatliche Begabtenförderung bereits abgedeckt war. Während sich die staatliche Begabtenförderung vor allem auf den schulischen und akademischen Bereich bezog, konzentrierte sich die Begabtenförderung der Farah-Pahlavi-Stiftung auf die Förderung der handwerklichen und kunsthandwerklichen Begabung. Handwerk und Kunsthandwerk haben im Iran eine lange Tradition. Insofern lag es nahe, auch auf diesem Sektor besonders begabte Kinder in einem gesonderten beruflichen Bildungszentrum für handwerklich Begabte zu fördern.

## Unterstützung von Waisenkindern

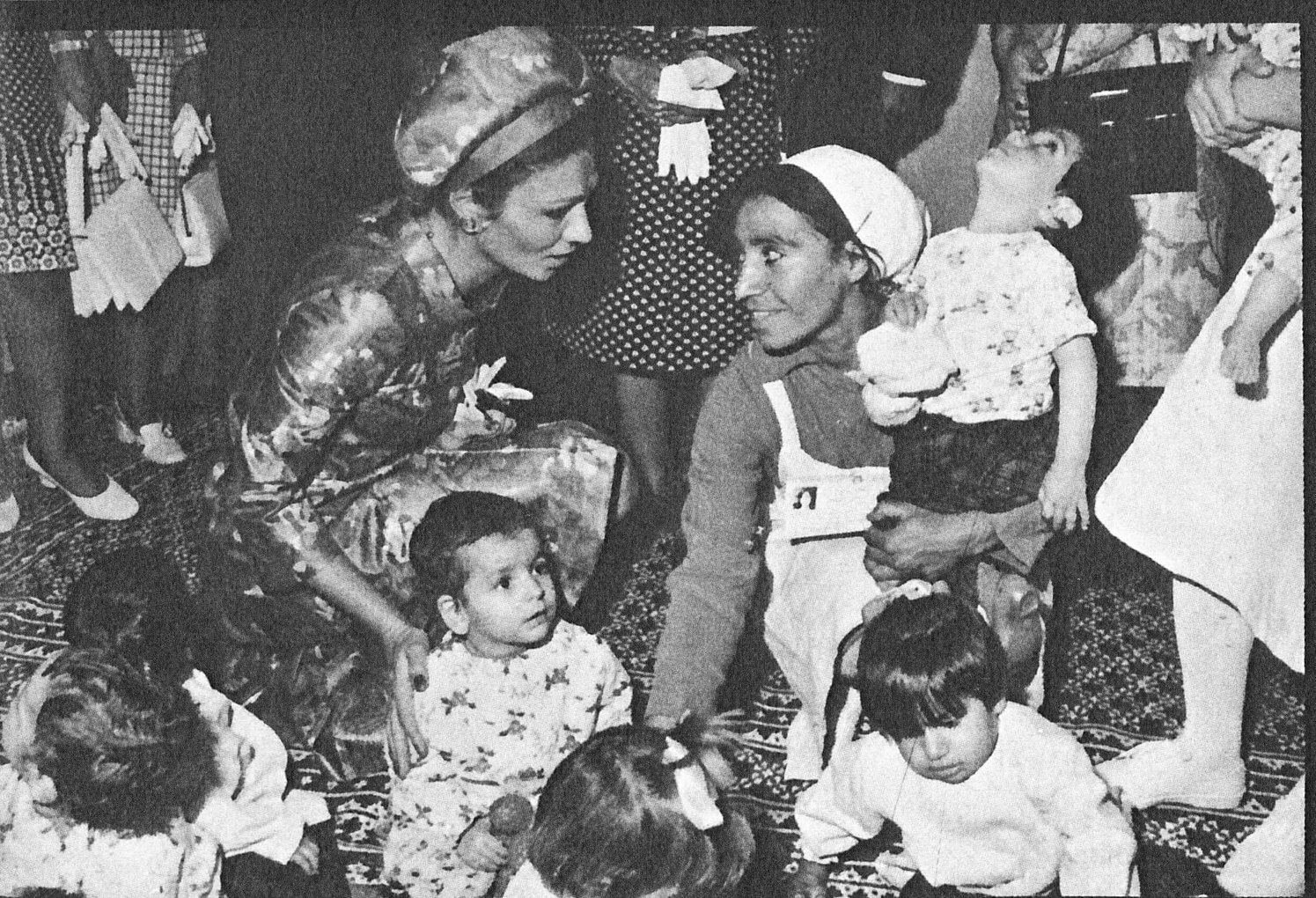
Schahbanu Farah Pahlavi besucht ein Waisenhaus, 1970

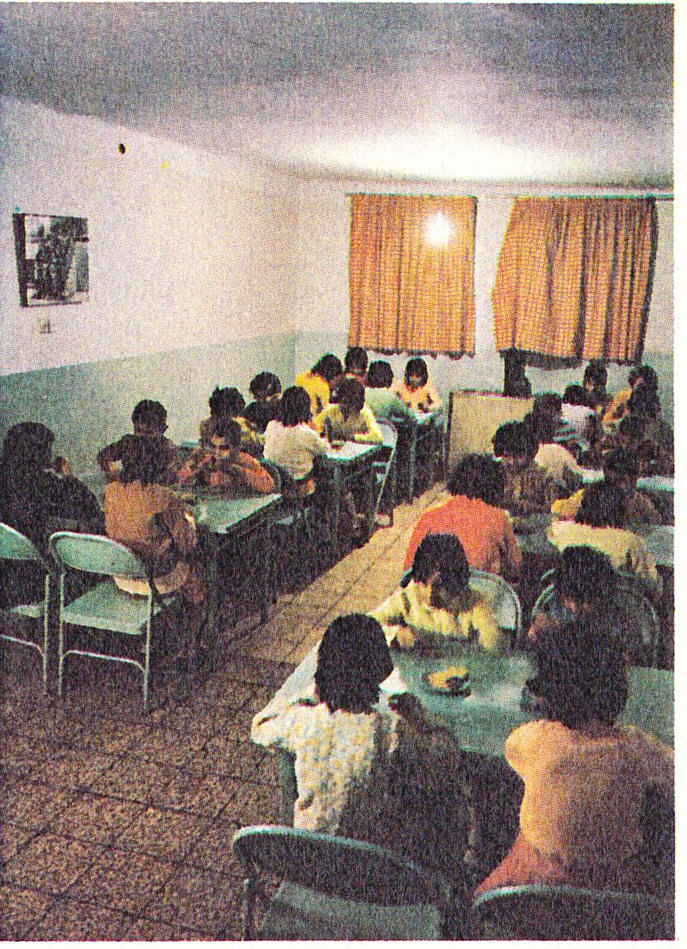
Speisesaal im Waisenhaus

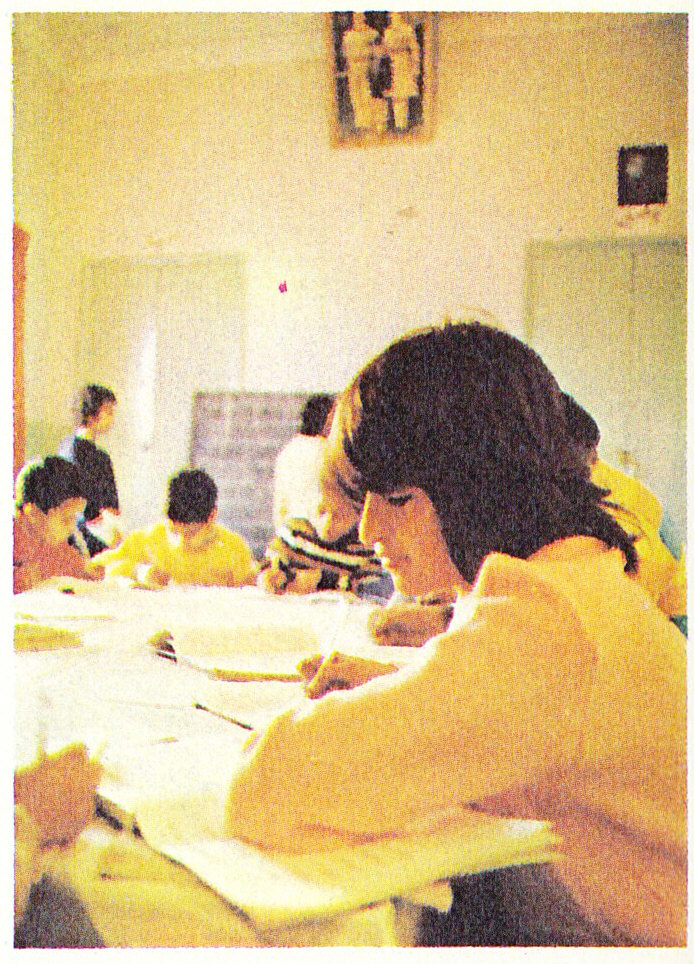
Hausaufgabenbetreuung im Waisenhaus

Mit der 1966 unter der Schirmherrschaft von Farah Pahlavi gegründeten Gesellschaft zur Unterstützung von Waisenkindern (ǧamʿiyat-i ḥemāyat-i kudakān-i bī sarparast) wurde erstmals eine Vereinigung geschaffen, die sich der Versorgung und Erziehung von Waisenkindern im Iran widmete. Kinder, deren Eltern verstorben waren, wurden in der Regel von Verwandten großgezogen. Dies galt nicht für Kinder von Prostituierten. Aus diesem Grund waren die ersten Kinder, die von der Gesellschaft betreut wurden, Kinder verstorbener Prostituierter. Später wurden auch Waisenkinder betreut, um die sich keine Familienangehörigen kümmerten oder die ihre Familienangehörigen durch Unfälle oder Naturkatastrophen verloren hatten. Die Kinder wurden zu Beginn in Teheran in drei angemieteten Häusern untergebracht und versorgt. Die Gesellschaft finanzierte neben dem Wohnraum für die Kinder Essen, Kleidung, medizinische Betreuung und Aufsicht und sorgte für die schulische Betreuung durch in der Umgebung der Häuser liegende Schulen. Nach Abschluss der Schule konnten die Kinder eine handwerkliche Tätigkeit wie Schreiner, Automechaniker, Setzer usw. in einem Berufsbildungszentrum erlernen.

## Kinderhilfswerk

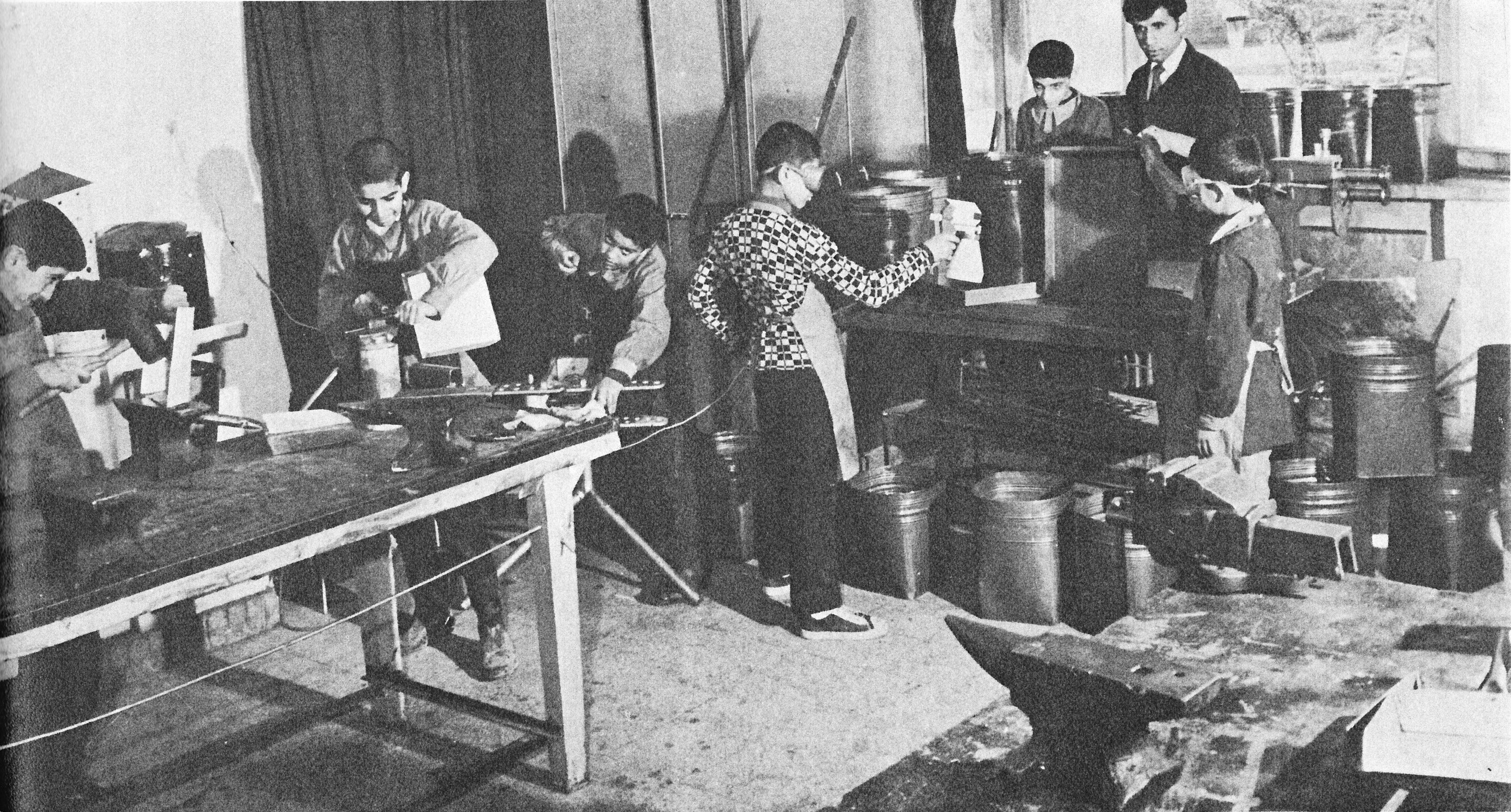
Ausbildungswerkstatt des Kinderhilfswerks

Die Nationale Gesellschaft zur Unterstützung von Kindern (anǧoman-i mellī-yi ḥemāyat-i kudakān) (Kinderhilfswerk) diente zum einen der Aus- und Weiterbildung von Erzieherinnen, Pflegerinnen für Kinderkliniken, Physiotherapeuten und Pflegepersonal für verschiedene Institutionen des Gesundheitswesens, in denen Kinder untergebracht waren.
1955 wurde das erste Ausbildungszentrum für Pflegekräfte für Kinderstationen eingerichtet und in den Folgejahren zu einer zentralen Ausbildungsstätte für die in Kinderkrippen und Kindergärten eingesetzten Erzieherinnen ausgebaut. Ab 1970 wurden Madaryar (Mütterhelferinnen) ausgebildet, die die zeitweilig häusliche Pflege für Säuglinge übernehmen konnten, wenn die Mütter wegen einer Erkrankung nicht in der Lage waren, den Säugling zu versorgen. Ferner wurden für werdende Mütter Kurse in moderner Säuglingspflege und -ernährung angeboten. Darüber hinaus gab es ein Kursangebot für Eltern mit behinderten Kindern, um sie über die unterstützenden Betreuungsmöglichkeiten durch staatliche oder private Stellen zu informieren und sie im Umgang mit ihrem geistig oder körperlich behinderten Kind zu schulen.
Ab 1967 begann die Gesellschaft kostenlos Milchpulver an bedürftige Familien abzugeben, um einer Fehlernährung aus Armutsgründen vorzubeugen. Ab 1957 war mit der Verteilung von pasteurisierter Milch an bedürftige Familien begonnen worden, 1964 kamen weitere Nahrungsmittel für Säuglinge hinzu. Später ging man dann zur Ausgabe von Milchpulver und Vitamin-C-Tabletten  über.
Der dritte Tätigkeitsschwerpunkt der Gesellschaft richtete sich auf die Unterstützung von Familien mit behinderten Kindern. Im Zentrum zur Erforschung und Behandlung mentaler Behinderungen (klinik-e hedayate kudak) wurden Ursachen und mögliche Therapien für Kinder mit geistiger Behinderung erforscht. In Kinderhäusern (Saraj-e Kudak) wurden schwer- und schwerstbehinderte Kinder untergebracht. Für Kinder mit körperlichen Behinderungen wurde ein Zentrum für Physiotherapie eingerichtet, in dem die Kinder eine kostenfreie physiotherapeutische Behandlung erfuhren.
In der jährlich stattfindenden Woche des Kindes wurden Veranstaltungen und Ausstellungen durchgeführt, in denen kunsthandwerkliche und künstlerische Arbeiten behinderter Kinder einer breiteren Öffentlichkeit vorgestellt und mit Preisen ausgezeichnet wurden.
Die Gesellschaft unterhielt internationale Beziehungen zu verwandten Gesellschaften, nahm an internationalen Kongressen teil und gab im Iran eine eigene Zeitschrift mit dem Titel „Das Kind“ (kudak) sowie Bücher und Informationsschriften zum Thema „Kind und Erziehung“ heraus. Ferner wurden Symposien und Workshops mit Beteiligung internationaler Experten im Bereich der therapeutischen Versorgung von behinderten Kindern organisiert.

## Weiße Revolution
Im Jahr 1975 wurde auf Anordnung von Schah Mohammad Reza Pahlavi die Kinder- und Jugendhilfe als Teil der staatlichen Fürsorgeverpflichtung erheblich ausgebaut. Im Rahmen der Erweiterung des Reformprogramms der Weißen Revolution wurde die kostenlose Abgabe von Nahrungsergänzungsmitteln an schwangere Frauen, Säuglinge und Kleinkinder bis zum Alter von drei Jahren eingeführt.
Seit dem 31. Juli 1943 war per Gesetz der Schulbesuch im Iran obligatorisch, kostenfrei und für alle gleich. Neben den staatlichen Schulen hatten sich in der Zwischenzeit zahlreiche Privatschulen etabliert, deren Besuch kostenpflichtig war. Mit dem Haushaltsentwurf 1974/1975 wurde das Schulgesetz vollkommen überarbeitet und zu einem der wichtigsten Gesetze, das die Kinder aller Bevölkerungsgruppen betraf. Um die Chancengleichheit im Schulsektor zu wahren, wurden alle Privatschulen von der Regierung aufgekauft und alle Lehrer und Angestellten als Beamte vom Bildungsministerium übernommen. Der Betrieb von Privatschulen wurde ab diesem Zeitpunkt nicht mehr genehmigt. Der Schulbesuch war ab diesem Zeitpunkt für alle Kinder kostenfrei. Für die Grundschule (bis zur Klasse 6) wurde die vollkommene Lehrmittelfreiheit und kostenlose Schulspeisung eingeführt. Jedes Kind erhielt in der großen Pause von 10:00 bis 10:30 einen viertel Liter Milch, ein Packung Butterbiskuit, 100gr Pistazien, eine Banane und einen Apfel. In den als Ganztagesschulen betriebenen Gymnasien wurde die preisreduzierte Essensausgabe eingeführt. Für an den Universitäten eingeschriebene Studierende wurde ein Stipendiensystem eingeführt, das jedem Studierenden unabhängig vom Einkommen der Eltern eine feste monatliche Unterstützung gewährte (1975 monatlich umgerechnet 175 DM für lokale Studenten und 350 DM für externe Studenten). Studenten mit den besten Abschlüssen waren automatisch für ein Auslandsstudium qualifiziert. Das Stipendium für ein Auslandsstudium umfasste die Studiengebühren, sofern das Studium kostenpflichtig war, und eine monatliche Zuwendung, die sich nach den Lebenshaltungskosten des jeweiligen Landes richtete.

## Kinder- und Jugendhilfe heute
Nach der Islamischen Revolution im Jahr 1979 wurden die Farah-Pahlavi-Stiftung, die Königliche Organisation für Soziale Dienste, die Gesellschaft zur Unterstützung von Müttern und Säuglingen, die Nationale Gesellschaft zur Unterstützung von Kindern und weitere freie Wohlfahrtsorganisationen in der Staatlichen Wohlfahrtsorganisation der Islamischen Republik Iran (sazeman-e behzisty-e keschvar) zusammengefasst. Die Programme der einzelnen Organisationen wurden gebündelt und an die heutigen Erfordernisse angepasst. So wurde z. B. ein neues Programm zur Betreuung von Straßenkindern aufgelegt. Die kostenlose Schulspeisung wurde allerdings gestrichen.